# Cantón Naranjito
Cantón Naranjito är en kanton i Ecuador.   Den ligger i provinsen Guayas, i den centrala delen av landet, 240 km söder om huvudstaden Quito.